# My Mother Dreams the Satan's Disciples in New York
My Mother Dreams the Satan's Disciples in New York est un film américain réalisé par Barbara Schock et sorti en 1998.
Il a remporté l'Oscar du meilleur court métrage en prises de vues réelles en 2000.

## Synopsis
Une mère de famille originaire de la région du Midwest vient chez sa fille à Manhattan (New York) pour la première fois de sa vie.

## Fiche technique
- Réalisation : Barbara Schock
- Scénario : Rex Pickett
- Producteur : Tammy Tiehel
- Image : Chris Manley
- Musique : Michael McCuistion
- Durée : 30 minutes

## Distribution
- Helen Stenborg : Marian
- Patricia Dunnock : Paula
- Scott Sowers : Prospect Biker
- Mickey Jones : Head Biker
- Suzanne Cryer : Marika
- Ilia Volok : chauffeur de taxi

## Distinctions
- 2000 : Oscar du meilleur court métrage en prises de vues réelles